# Phillip A. Sharp
Phillip Allen Sharp (* 6. června 1944) je americký molekulární biolog a genetik, spolu s Richardem Johnem Robertsem nositel Nobelovy ceny za fyziologii a lékařství za rok 1993. Cenu získali za objev členění genů eukaryotních buněk na úseky (introny a exony) a vystřižení intronů z mRNA.
Sharpova vědecká kariéra je spojena především s Massachusettským technologickým institutem. Byl také spoluzakladatelem několika soukromých firem působících v oboru molekulární biologie.